# Многосторонний автомобильный пункт пропуска
Многосторонний автомобильный пункт пропуска (МАПП) — точка для законного перемещения лиц и товаров через государственную границу по автомобильной дороге.
Федеральный Закон РФ «О государственной границе Российской Федерации» и Положение «О пунктах пропуска через государственную границу Российской Федерации» дают примерно одинаковые определения пункту пропуска.

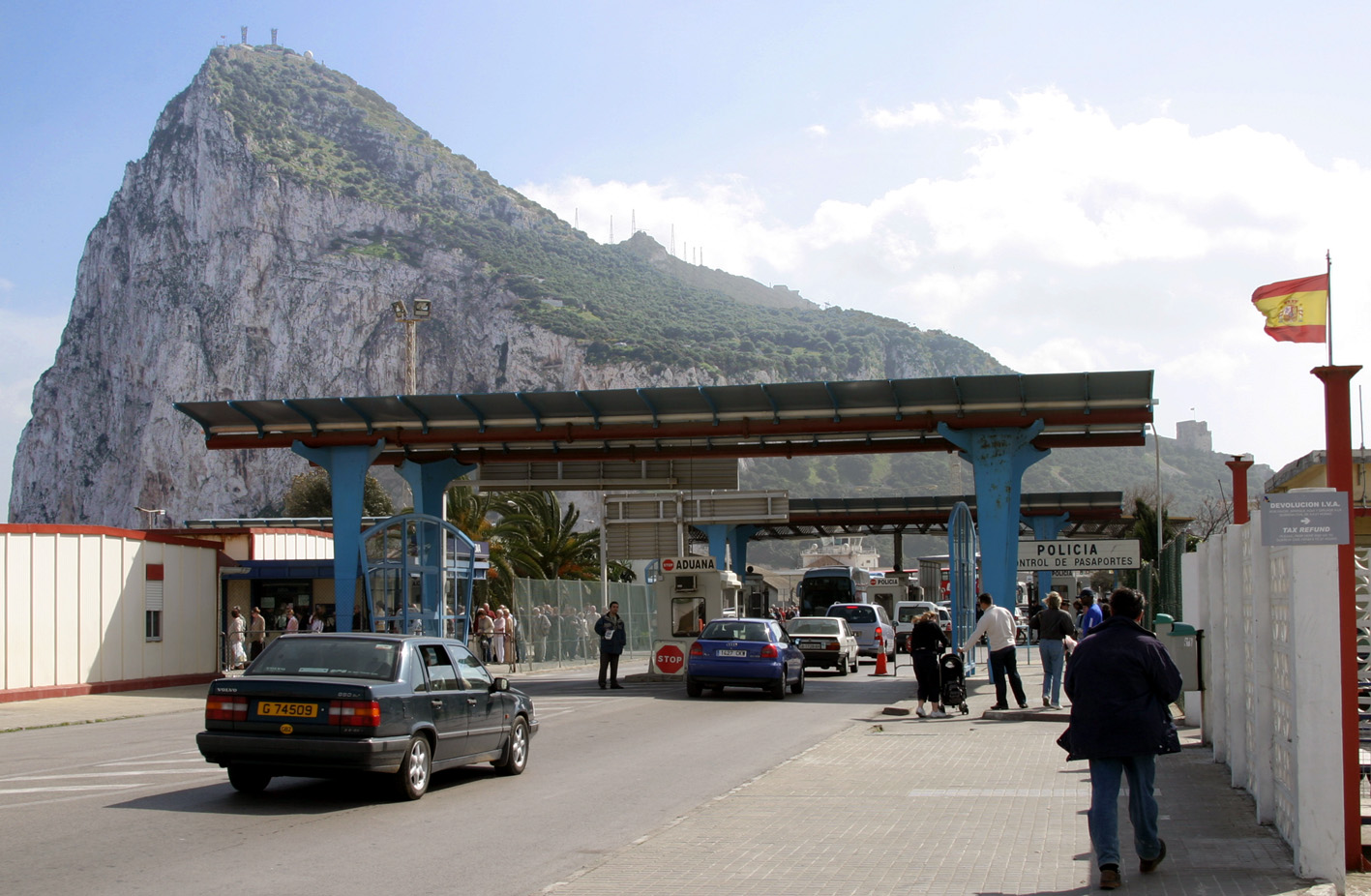
МАПП между Гибралтаром и Испанией

Под пунктом пропуска через государственную границу понимается территория в пределах железнодорожного, автомобильного вокзала, станции морского, речного порта, аэропорта, аэродрома, открытого для международных сообщений, а также иное, специально оборудованное место, где осуществляется пограничный, а при необходимости и другие виды контроля и пропуск через государственную границу лиц, транспортных средств, грузов, товаров и животных.
Пункт пропуска в пределах территории указанных объектов включает в себя комплекс зданий, помещений, сооружений с соответствующим технологическим оборудованием, в которых осуществляют служебную деятельность органы пограничного, таможенного и иных видов контроля, органы внутренних дел, а также транспортные и иные предприятия и организации, обеспечивающие работу пункта пропуска.
В зависимости от величины пункта пропуска, его расположения, значимости направления, на котором он находится, определяется количественный и качественный состав контролирующих органов, выполняющих свои функции на территории поста.
Базовое количество контролирующих служб на многостороннем автомобильном пункте пропуска, работающем в круглосуточном режиме, определяется семью государственными органами. А именно:
1) Федеральная пограничная служба (ФПС), деятельность которой подчинена закону «О Государственной границе Российской Федерации»; (пограничная служба ФСБ России)
2) Российская транспортная инспекция (РТИ), деятельность которой регламентируется Федеральным законом «О государственном контроле за осуществлением международных автомобильных перевозок и об ответственности за нарушение порядка их выполнения» и постановлением Правительства Российской Федерации «О государственном контроле за осуществлением международных автомобильных перевозок»;
3) Федеральная таможенная служба (ФТС), осуществляющая свою деятельность в соответствии с Таможенным кодексом Таможенного Союза;
4) Служба санитарно-эпидемиологического контроля (СЭС), руководствующаяся положениями Федерального закона «О санитарно-эпидемиологическом благополучии населения»;
5) Федеральная миграционная служба (ФМС), выполняющая свои функции в соответствии с постановлением Правительства Российской Федерации «Некоторые вопросы Министерства внутренних дел Российской Федерации» и приказом МВД «О полномочиях МВД, ГУВД, УВД субъектов Российской Федерации в области миграции»;
6) Служба ветеринарного контроля, деятельность которой определена Федеральным законом «О ветеринарии» и постановлением Правительства Российской Федерации «О Государственной ветеринарной службе Российской Федерации по охране территории России от заноса заразных болезней животных из иностранных государств»;
7) Служба контроля по карантину растений, осуществляющая контроль в рамках Федерального закона «О карантине растений».
МАПП, в отличие от пунктов упрощённого пропуска (ПУП), предусматривают самую широкую возможность перемещения лиц и товаров через границу. Пункты упрощенного пропуска (ПУП) предусматривают перемещение через государственную границу определенных товаров или групп товаров. 
Автомобильные пункты пропуска бывают многосторонними (МАПП), то есть обслуживающими граждан всех государств мира, и билатеральными (ДАПП — двухсторонний автомобильный пункт пропуска), то есть обслуживающими лишь граждан России и сопредельного государства, например, ДАПП Борисоглебск (с 01.02.2012 ДАПП Борисоглебск переименован в МАПП Борисоглебск). По времени работы МАПП бывают круглосуточными и работающими по расписанию (ночью, либо в определенные дни, закрыты).
По режиму на некоторых российских МАПП разрешен лишь пропуск автомобилей, но запрещено пересечение границы на велосипеде и пешком, в других — разрешено пересечение границы на автомобиле и велосипеде, но не пешком, и, наконец, третьи, где разрешен любой вариант пересечения границы.
В некоторых случаях режим конкретного МАПП может разрешать проезд только легковых автомобилей или только грузовиков. Такая специализация делается чаще всего, если поблизости имеется другой МАПП другой специализации.